# Stentjärnen (Orsa socken, Dalarna, 682160-142455)
Stentjärnen är en sjö i Orsa kommun i Dalarna och ingår i Dalälvens huvudavrinningsområde.